# Sex Tape
Sex Tape es una película de comedia estadounidense de 2014 dirigida por Jake Kasdan, escrita por Kate Angelo, Jason Segel, y Nicholas Stoller, y protagonizada por Segel, Cameron Diaz, Rob Corddry, Ellie Kemper y Rob Lowe. Fue lanzada el 18 de julio de 2014 por Columbia Pictures.

## Sinopsis
Cuando Jay (Jason Segel) y Annie (Cameron Diaz) se conocieron, se desató entre ellos una intensa pasión y ganas de tener sexo en todas partes a toda hora; hasta que Annie queda embarazada producto de los juegos sexuales que a diario practica con su novio. En consecuencia, la linda pareja se casa y tiene dos hijos. Pero después de diez años, tanto Annie como Jay se dan cuenta de que su vida sexual ya no es la misma que cuando eran novios, así que un día deciden hacer algo que les recuerde lo que vivían tiempo atrás. Fatigados por el deseo lo intentan todo, pero no consiguen hacer el amor satisfactoriamente, así que para motivar la pasión deciden grabar con una iPad un vídeo casero en el que en una maratónica sesión de tres horas, y siguiendo las instrucciones de un conocido manual de sexo (The Joy of Sex), intentarán probar todas y cada una de las posiciones sexuales allí propuestas.
Lo que en un principio parecía una gran idea se convertirá en un despropósito cuando descubren que su vídeo ha sido transmitido accidentalmente a varias iPads en manos de familiares, amigos y el cartero. Con su reputación en juego, sabiendo que están a un click de ser desnudados ante el mundo, emprenden una frenética carrera para recuperar su vídeo, lo que les hará vivir una noche loca, muy loca, que nunca olvidarán.[cita requerida]

## Reparto
- Cameron Diaz como Annie Hargrove, esposa de Jay.
- Jason Segel como Jay Hargrove, el marido de Annie.
- Rob Corddry como Robby.
- Ellie Kemper como Tess.
- Rob Lowe como Hank Rosenbaum.
- Nat Faxon como Max.
- Nancy Lenehan como Linda.
- Randall Park como Edward.
- Harrison Holzer como Howard.
- Jolene Blalock como Catalina, la esposa del dueño de YouPorn.
- Dave "Gruber" Allen como el cartero.
- Kumail Nanjiani como Punit.
- Artemis Pebdani como Kia.
- Jack Black (no acreditado) como el dueño de YouPorn.

## Producción

### Desarrollo
Sony Pictures adquirió el guion en junio de 2011. Nicholas Stoller estaba en las primeras conversaciones para dirigir, pero finalmente se retiró con Jake Kasdan en lugar de dirigir la película. Antes de que Díaz firmara el contrato, Reese Witherspoon, Amy Adams, Emily Blunt, Rose Byrne, y Jennifer Garner fueron consideradas para el papel protagónico femenino.
El rodaje comenzó el 12 de septiembre de 2013, en Newton, Massachusetts. La casa de Hank está situado en el oeste de Greater Boston en los suburbios de Weston.

## Recepción
La película ha recibido críticas generalmente negativas, tiene una calificación en Metacritic de 36 sobre 100 basada en 34 críticas y un índice de aprobación del 18% en Rotten Tomatoes.